# Alejandra Benítez
Pour les articles homonymes, voir Benítez.
Alejandra Jhonay Benítez Romero, née le 7 juillet 1980 à Caracas, est une escrimeuse et une personnalité politique vénézuélienne. Elle a été, environ huit mois durant entre avril 2013 et janvier 2014, Ministre du Pouvoir Populaire pour le Sport sous le mandat du président Nicolás Maduro.

## Biographie

### Escrimeuse
Benítez est intégrée à l'équipe junior du Venezuela en 1996, deux ans après avoir débuté l'escrime à l'âge relativement avancé de quinze ans et dispute ses premiers championnats du monde de la catégorie la même année à Dijon. Éliminée au deuxième tour de la compétition en individuel, elle remporte l'or par équipes dans une compétition où la modeste équipe du Venezuela renverse tour à tour les équipes d'Italie, de France et d'Allemagne sur sa route vers le titre.
Elle passe senior au cours de la saison 1998-1999 et a, depuis lors, participé à toutes les compétitions mondiales, championnats du monde et Jeux olympiques. Elle atteint les huitièmes de finale dans le championnats du monde d'escrime 2013 à Budapest et  dans le championnats du monde d'escrime 2017 à Leipzig seule incursion à ce niveau de la compétition, et se classe à la douzième place à Budapest et quatorzième à Leipzig ,. Elle a remporté deux assauts en quatre participations aux Jeux olympiques : en 2012 aux Jeux de Londres contre la Sud-Coréenne Lee Ra-jin et en 2016 aux Jeux de Rio contre l'Égyptienne Nada Hafez. Ses deux autres participations, en 2004 et 2008, se sont soldées par une élimination au premier tour. 
Sa présence constante au haut niveau est récompensée par plusieurs médailles continentales aux championnats panaméricains d'escrime et aux Jeux panaméricains. Elle a remporté en individuel trois médailles de bronze aux championnats continentaux, et a été triple finaliste des Jeux en 2003, 2011 et 2015, chaque fois battue par une sabreuse des États-Unis (dans l'ordre : Sada Jacobson, Mariel Zagunis et Dagmara Wozniak, les deux dernières sur le score identique de 15-13). Elle a décroché sa médaille d'argent aux Jeux de 2015 en dépit d'une fracture de stress au tibia contractée en juillet de la même année.
Sur le circuit de la coupe du monde, elle a remporté le tournoi de La Havane en 2005 et une médaille de bronze au tournoi de Coblence en 2007.

### Femme politique
Alejandra Benítez rencontre, en 1999 le président Hugo Chávez, qui produit sur elle un effet considérable. Elle dévoue son engagement politique au président, qu'elle supporte aux élections (elle est protagoniste d'un spot télévisé pour la campagne de 2012), milite pour le Parti socialiste unifié du Venezuela et fera partie de la garde d'honneur aux funérailles du dirigeant en mars 2013. Naturellement, elle soutient Nicolás Maduro, successeur de Chávez, dans la campagne présidentielle suivante. Ce dernier la nomme Ministre du Pouvoir Populaire pour le Sport le 22 avril 2013. Ce faisant, elle devient la première sportive en activité à exercer un mandat ministériel au Venezuela.
Un scandale de corruption, dont elle sort blanchie, éclabousse son ministère durant la fin de son mandat. Elle est dans un premier temps compromise pour des documents portant sa signature, mais clame son innocence et déclare sa détermination à combattre toute forme de corruption. L'enquête révèle que les signatures portées sur les documents sont contrefaites et cinq personnes sont arrêtées pour ce délit. Bien que blanchie, sa cote de popularité a souffert de l'affaire. Des rumeurs font état de son éviction prochaine en décembre 2013 et trois candidats sont avancés pour la remplacer. Lors du remaniement ministériel de janvier 2014, elle est effectivement évincée au profit de l'ex joueur de baseball et chanteur Antonio Álvarez (en).
Durant son mandat, Benítez a également du essuyer les critiques du milieu sportif vénézuélien et, bien entendu, de ses opposants politiques. Elle est notamment la cible de critiques par rapport à des photos de charme publiées en 2008. Étant très active sur les réseaux sociaux, en particulier Twitter, Benítez répond fréquemment aux attaques par écran interposé. L'une de ces joutes les plus douloureuses l'oppose à son compatriote Rubén Limardo, champion olympique en 2012. Ce dernier met notamment en doute ses compétences et ses résultats sportifs. En réponse, Benítez l'accuse de se réjouir de la défaite de ses propres coéquipiers et de lâcheté, en l'attaquant par écran interposé.

### Vie personnelle
Benítez est diplômée d'odontologie de l'université centrale de Caracas. Elle est présidente de la fondation Benítez VEN dont l'objectif est de promouvoir l'escrime et la pratique du sport en général au Venezuela.

## Palmarès sportif
- Championnats panaméricains d'escrime
  -  Médaille d'argent par équipes aux championnats panaméricains d'escrime 2008 à Queretaro
  -  Médaille de bronze par équipes aux championnats panaméricains d'escrime 2018 à La Havane
  -  Médaille de bronze par équipes aux championnats panaméricains d'escrime 2017 à Montréal
  -  Médaille de bronze par équipes aux championnats panaméricains d'escrime 2015 à Santiago
  -  Médaille de bronze aux championnats panaméricains d'escrime 2013 à Carthagène des Indes
  -  Médaille de bronze aux championnats panaméricains d'escrime 2008 à Queretaro
  -  Médaille de bronze aux championnats panaméricains d'escrime 2006 à Valencia

- Jeux panaméricains
  -  Médaille d'argent aux Jeux panaméricains de 2015 à Toronto
  -  Médaille d'argent aux Jeux panaméricains de 2011 à Guadalajara
  -  Médaille d'argent aux Jeux panaméricains de 2003 à Saint-Domingue
  -  Médaille de bronze aux Jeux panaméricains de 2019 à Lima
  -  Médaille de bronze par équipes aux Jeux panaméricains de 2015 à Toronto
  -  Médaille de bronze par équipes aux Jeux panaméricains de 2011 à Guadalajara

## Classement en fin de saison
| Année | 2002 | 2003 | 2004 | 2005 | 2006 | 2007 | 2008 | 2009 | 2010 | 2011 | 2012 | 2013 | 2014 | 2015 | 2016 | 2017 | 2018 | 2019 |
| ----- | ---- | ---- | ---- | ---- | ---- | ---- | ---- | ---- | ---- | ---- | ---- | ---- | ---- | ---- | ---- | ---- | ---- | ---- |
| Rang  | 44   | 65   | 25   | 39   | 58   | 24   | 21   | 27   | 38   | 44   | 15   | 16   | 37   | 35   | 34   | 19   | 49   | 45   |